# Mission Hill
Mission Hill város az USA Dél-Dakota államában, Yankton megyében. Lakosainak száma 190 fő (2020. április 1.).

## Népesség
A település népességének változása:

| 2010 | 177 |
| 2020 | 190 |